# 사노정 (효고현)
사노정(佐野町)은 효고현 쓰나군에 설치되었던 정이다. 현재의 아와지시에 해당한다.

## 역사
- 1889년 4월 1일 - 정촌제 시행에 의해 2촌의 구역을 가지고 쓰나군 사노촌이 성립하였다.
- 1928년 11월 1일 - 정으로 승격해 사노정이 되었다.
- 1955년 4월 1일 - 이쿠호정, 시즈키정, 오마치촌, 시오타촌, 나카타촌과 합병해 쓰나정이 성립, 동일 사노정은 폐지되었다.

## 교통

### 도로
- 국도 제28호선

## 참고문헌
- 角川日本地名大辞典 28 兵庫県